# Adrià Pedrosa
Adrià Giner Pedrosa (* 13. Mai 1998 in Barcelona) ist ein spanischer Fußballspieler, der aktuell beim spanischen Erstligisten FC Sevilla unter Vertrag steht.

## Vereinskarriere
Pedrosa wechselte im Sommer 2014 vom Amateurverein CF Gavá in die Jugendabteilung von Espanyol Barcelona. Ab dem Jahr 2017 war er im Kader der Reservemannschaft gelistet, womit er in der dritthöchsten spanischen Spielklasse erstmals auf professionellen Niveau spielte. Zu dieser Zeit besetzte Pedrosa die Position des linken Flügelspielers. Sein Debüt für diese gab er am 16. April 2017 (34. Spieltag) beim 1:1-Unentschieden gegen die Reserve des RCD Mallorca. Auch in den verbleibenden vier Saisonspielen kam Pedrosa zum Einsatz.
Die folgende Saison 2018/19 begann für Pedrosa mit einem Stammplatz auf der linken Abwehrseite. Am 16. September 2018 gelang ihm beim 2:2-Unentschieden gegen den CD Castellón sein erstes Ligator. Neun Tage später war er im Erstligaspiel gegen die SD Eibar erstmals im Spieltagskader der ersten Mannschaft gelistet, ohne jedoch zu einem Einsatz zu kommen. Auf sein Debüt musste er letztlich bis zum Pokalspiel gegen den FC Cádiz am 1. November warten. Bei der 1:2-Auswärtsniederlage stand er die gesamte Spieldauer auf dem Feld.
Am 16. Dezember folgte dann bei der 1:3-Niederlage im heimischen RCDE Stadium gegen Betis Sevilla sein erstes Spiel in der LaLiga. Bis zu dieser Zeit war er parallel noch in der Reserve im Einsatz, wurde aber im Dezember 2018 endgültig in die erste Mannschaft befördert. In den ersten Monaten wurde er aber auch aufgrund einer Muskelverletzung am Durchbruch gehindert. Erst zum Saisonende 2018/19 erhielt er von Trainer Rubi vermehrt Einsatzzeiten. Sein erstes Tor erzielte er am 13. April 2019 (32. Spieltag) beim 2:1-Heimsieg gegen Deportivo Alavés. Er kam in dieser Spielzeit in 16 Pflichtspielen für die erste Mannschaft zum Einsatz. In der folgenden Saison 2019/20 bestritt er 20 Ligaspiele, in denen er ein Mal traf, musste jedoch mit Espanyol den Abstieg in die zweitklassige Segunda División hinnehmen.
Im Sommer 2023 wechselte er zum FC Sevilla.